# سنجاب سنبورن
سنجاب سنبورن (نام علمی: Sciurus sanborni) نام یک گونه از سرده سنجاب است.